# Primer ministro de la Autoridad Nacional Palestina
El primer ministro de la Autoridad Nacional Palestina (en árabe: :رؤساء وزارات السلطة الوطنية الفلسطينية‎) era el jefe de Gobierno de la Autoridad Nacional Palestina, que funcionó entre marzo de 2003 y enero de 2013, cuando se transformó oficialmente en el Estado de Palestina. Algunos aún se refieren al cargo del primer ministro de la Franja de Gaza como primer ministro de la Autoridad Nacional Palestina. 
La Oficina del primer ministro fue creado en 2003 para administrar las actividades diarias del gobierno palestino. Ese cargo fue creado porque tanto Israel como los Estados Unidos habían manifestado su negativa a negociar directamente con Yasser Arafat. La estructura ejecutiva del gobierno todavía residía en el presidente de la Autoridad Nacional Palestina.
El primer ministro era nombrado por el presidente de la Autoridad Nacional Palestina y no directamente elegidos por el Consejo Legislativo Palestino (parlamento) o los votantes palestinos.  
A diferencia de la oficina del primer ministro en muchas otras naciones, el primer ministro palestino no estaba obligado a ser un miembro de la legislatura en el cargo. En su lugar, el nombramiento se hacía de forma independiente por el partido gobernante. El primer ministro se esperaba que representara al partido mayoritario o de la coalición gobernante en el parlamento.
Tras la toma de Gaza en junio de 2007 por Hamás, la Autoridad Nacional Palestina se enfrentó en esta área. De esta manera existió un primer ministro de facto o paralelo en Gaza, Ismail Haniya, desde el 14 de junio de 2007, porque Hamás no aceptó su destitución por el presidente de la Autoridad Nacional Palestina. 
Las últimas elecciones fueron en 2006. Mahmud Abás se comprometió varias veces entre 2006 y 2020 en llamar a elecciones pero no lo hizo. Después de 15 años de gobernar ininterrumpidamente sin elecciones democráticas, las primeras elecciones parlamentarias y presidenciales desde 2006 estaban previstas para mayo y julio de 2021, pero en abril de 2021 el presidente Mahmud Abás volvió a posponerlas, tanto las legislativas como las presidenciales. Hamás se pronunció en contra de la decisión de posponerlas y aseguró que el líder palestino utiliza la cuestión de Jerusalén como excusa para evitar unas elecciones que un Fatah dividido podría perder frente a Hamás.
El 5 de enero de 2013, el cargo pasa a denominarse primer ministro de Palestina y se mantuvo el conflicto entre Hamás y Fatah hasta el 2 de junio de 2014, donde comenzaría un gobierno de unidad.

## Lista de primeros ministros
| #   | Nombre                  | Nombre | Nombre | Nacimiento-muerte | Inicio                  | Fin                     | Partido     |
| --- | ----------------------- | ------ | ------ | ----------------- | ----------------------- | ----------------------- | ----------- |
| 1   | Mahmud Abás             |        |        | 1935-             | 19 de marzo de 2003     | 6 de septiembre de 2003 | Fatah       |
| 2   | Ahmed Qurei             |        |        | 1937-2023         | 7 de octubre de 2003    | 18 de diciembre de 2005 | Fatah       |
| 3   | Nabil Shaath (interino) |        |        | 1938-             | 18 de diciembre de 2005 | 24 de diciembre de 2005 | Fatah       |
| 4   | Ahmed Qurei             |        |        | 1937-2023         | 24 de diciembre de 2005 | 29 de marzo de 2006     | Fatah       |
| 5   | Ismail Haniya           |        |        | 1963-             | 29 de marzo de 2006     | 15 de junio de 2007     | Hamás       |
| (6) | Ismail Haniya           |        |        | 1963-             | 15 de junio de 2007     | 5 de enero de 2013      | Hamás       |
| (6) | Salam Fayyad            |        |        | 1952-             | 15 de junio de 2007     | 5 de enero de 2013      | Tercera Vía |